# Saint-Ellier-les-Bois
Saint-Ellier-les-Bois è un comune francese di 260 abitanti situato nel dipartimento dell'Orne nella regione della Normandia.

## Società

### Evoluzione demografica
Abitanti censiti